# 東映製作
東映製作有限公司（Eastern Shine Production Co., Ltd.）是中華民國曾經存在的電視劇製作公司，2007年5月4日在台北市成立，2017年6月爆發惡性倒閉事件。

## 作品

### 製作三立華劇
- 《愛情女僕》
- 《女人30情定水舞間》
- 《愛上兩個我》
- 《就是要你愛上我》
- 《再說一次我願意》
- 《我的寶貝四千金》
- 《戀愛鄰距離》
- 《後菜鳥的燦爛時代》
- 《只為你停留》

### 製作華視合作拍攝電視劇
- 《我在1949，等你》
- 《只因單身在一起》
- 《尋找北極光》

### 製作八大電視合作拍攝電視劇
- 《給愛麗絲的奇蹟》
- 《姐姐立正向前走》

### 製作中視合作拍攝電視劇
- 《料理情人夢》
- 《超級大英雄》
- 《多桑の純萃年代》
- 《櫻桃小丸子》

### 製作客家電視台合作拍攝電視劇
- 《花樹下的約定》
- 《流漂子》
- 《阿婆的夏令營》

### 壹電視
- 《小站》

### 公視
- 《遺忘》

## 旗下經紀部門

### 朵拉瑪娛樂簽約藝人
- 林佑威
- 李運慶
- 謝其文
- 謝瓊煖
- 茵芙
- 林芯蕾
- 魏蔓
- 王凱蒂
- 楊麗音

## 惡性倒閉
2017年6月5日，東映製作負責人梁漢輝突然失聯，不僅員工找不到他，連家人也不知道他去哪裡，被質疑潛逃。最大受害者包括三立電視華人電視劇《只為你停留》尚未結款的演員李沛旭、小薰、簡宏霖、嚴正嵐和所有40多位的工作人員都有酬勞未領到，共欠債演員新台幣2000多萬元、劇組人員新台幣630萬元。東映製作疑似因為投資中國電視劇市場失利，過去因為台灣有戲在拍，仍有電視台款項進帳；但戲殺青後，財務周轉不靈，加上疑似跟地下錢莊借錢，最終爆發嚴重的財務危機而倒閉。曾與東映製作合作多部戲劇的演員炎亞綸在臉書上說，他早已知道東映會倒閉，他跟三立電視說不要找東映合作，但三立仍然找東映合作拍攝《只為你停留》，才會發生演員有酬勞未領到的事情發生。

## 外部連結
- 台灣公司資料 （页面存档备份，存于）